# آلما (جورجیا)
آلما، جورجیا (به انگلیسی: Alma, Georgia) یک شهر در ایالات متحده آمریکا با جمعیت ۳٬۴۶۶ نفر است که در جورجیا واقع شده‌است.